# بند ناف

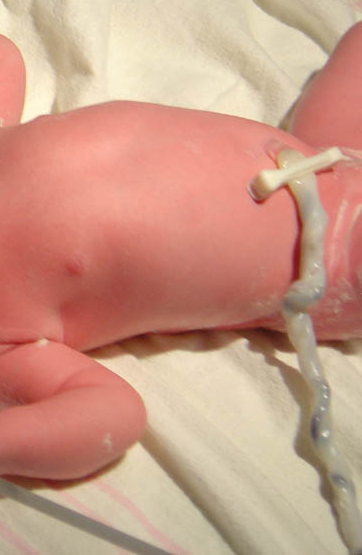
ناف یک نوزاد سه دقیقه‌ای(با بند ناف)

ناف در جنین وسیله رساندن خون (به همراه اکسیژن و مواد غذایی) از جفت در رحم مادر به بدن جنین و تأمین نیازهای وی می‌باشد . در این زمان از ناف دو سرخرگ و یک سیاهرگ عبور می‌کنند.
بقایای بند ناف چند روز پس از تولد نوزاد جدا می‌شود . ناف در انسان بالغ عملکرد خاصی ندارد و فقط از جهت بروز برخی مشکلات بمانند فتق نافی بر اهمیتش افزوده می‌شود.
نحوه مراقبت و تمیز کردن بند ناف نوزاد
هنگم بستن پوشک بند ناف را زیر آن قرار ندهید تا با ادرار تماس پیدا نکند.
هنگام بستن پوشک قسمت بالایی پوشک را تا بزنید تا بند ناف کاملاً بیرون باشد و در معرض هوا قرار بگیرد تا زودتر خشک شود.
مهمترین مسئله در مراقبت بند ناف تمیز و خشک نگه داشتن ان است.
بند ناف را دستکاری نکنید و از کشیدن بند ناف بپرهیزید.
زدن بتادین و حتی روغن زرد به بند ناف مطلقاً ممنوع است.
از الکل برای تمیز نگه داشتن بند ناف استفاده نکنید.

## نگارخانه

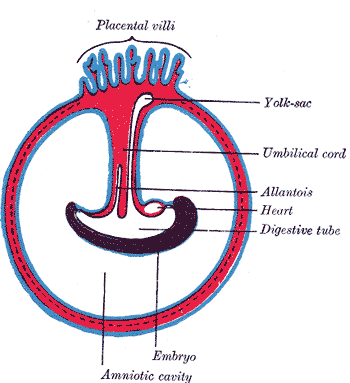
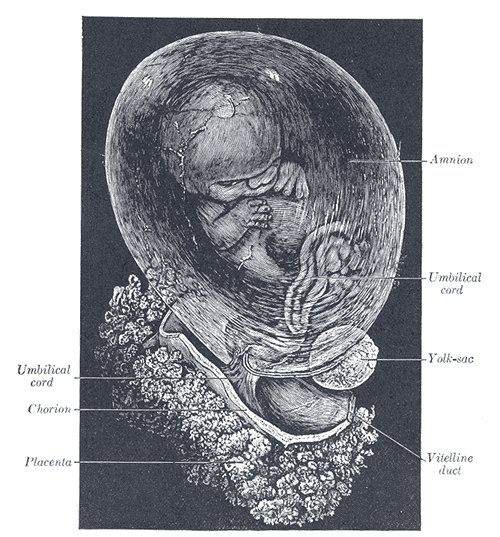
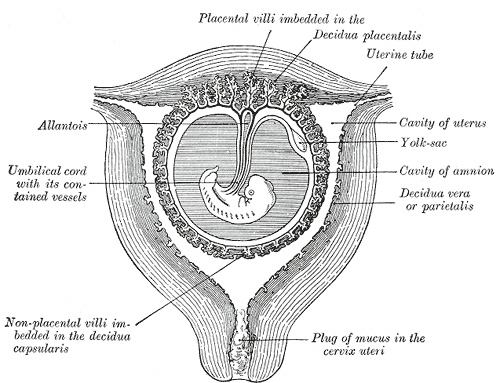
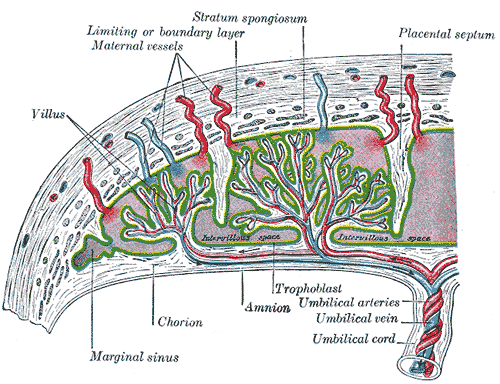
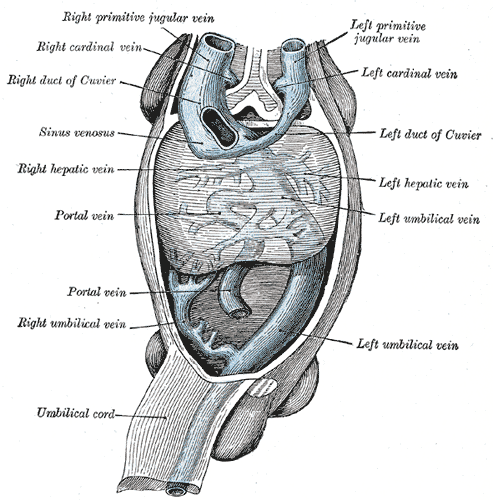
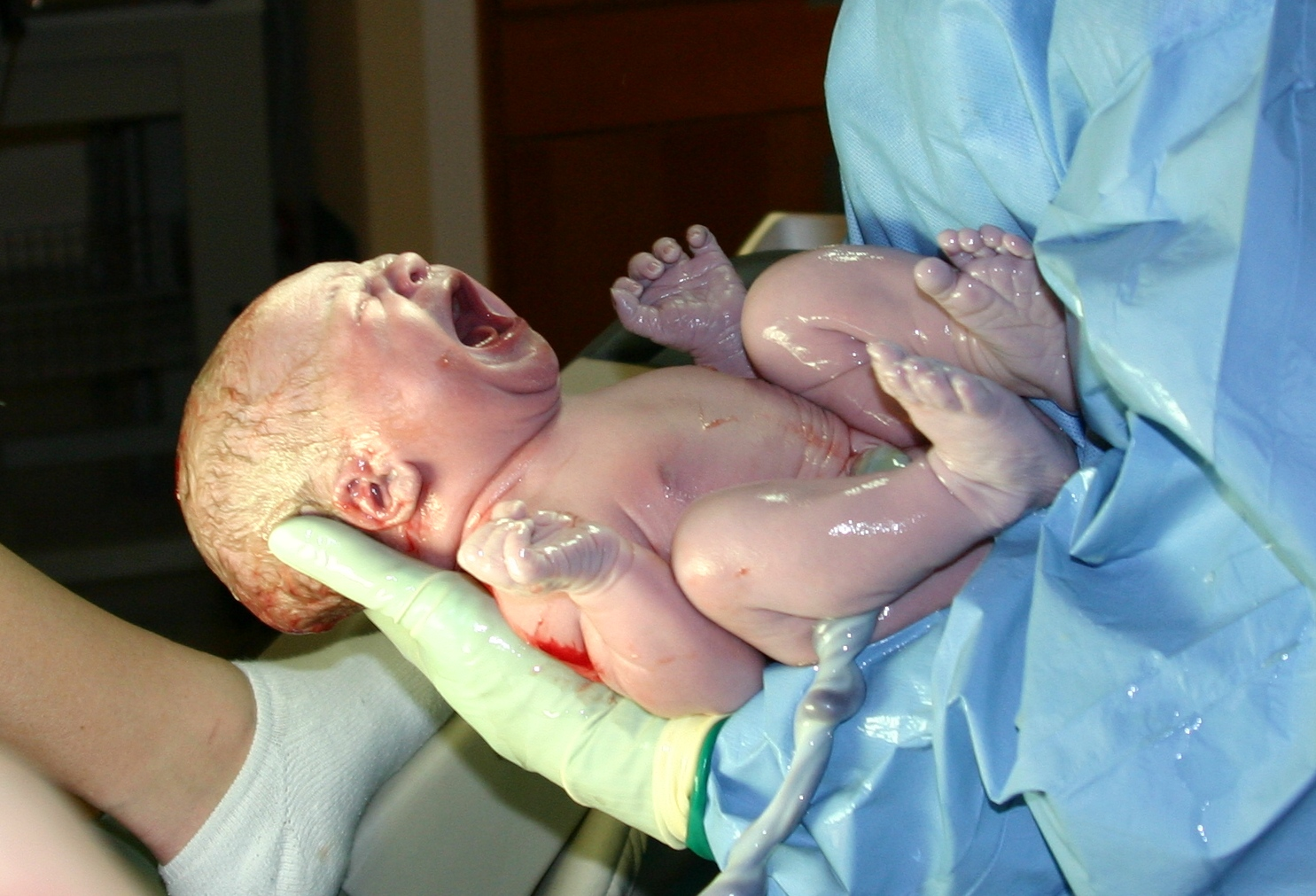
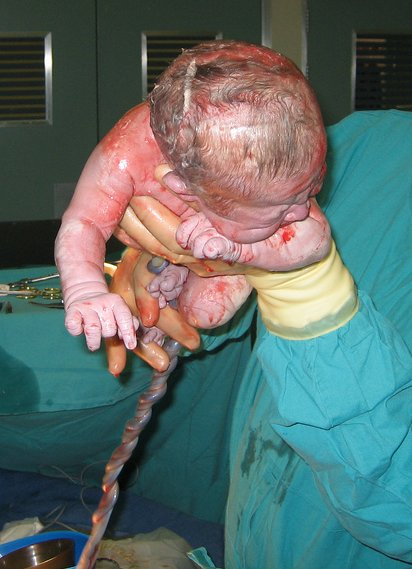
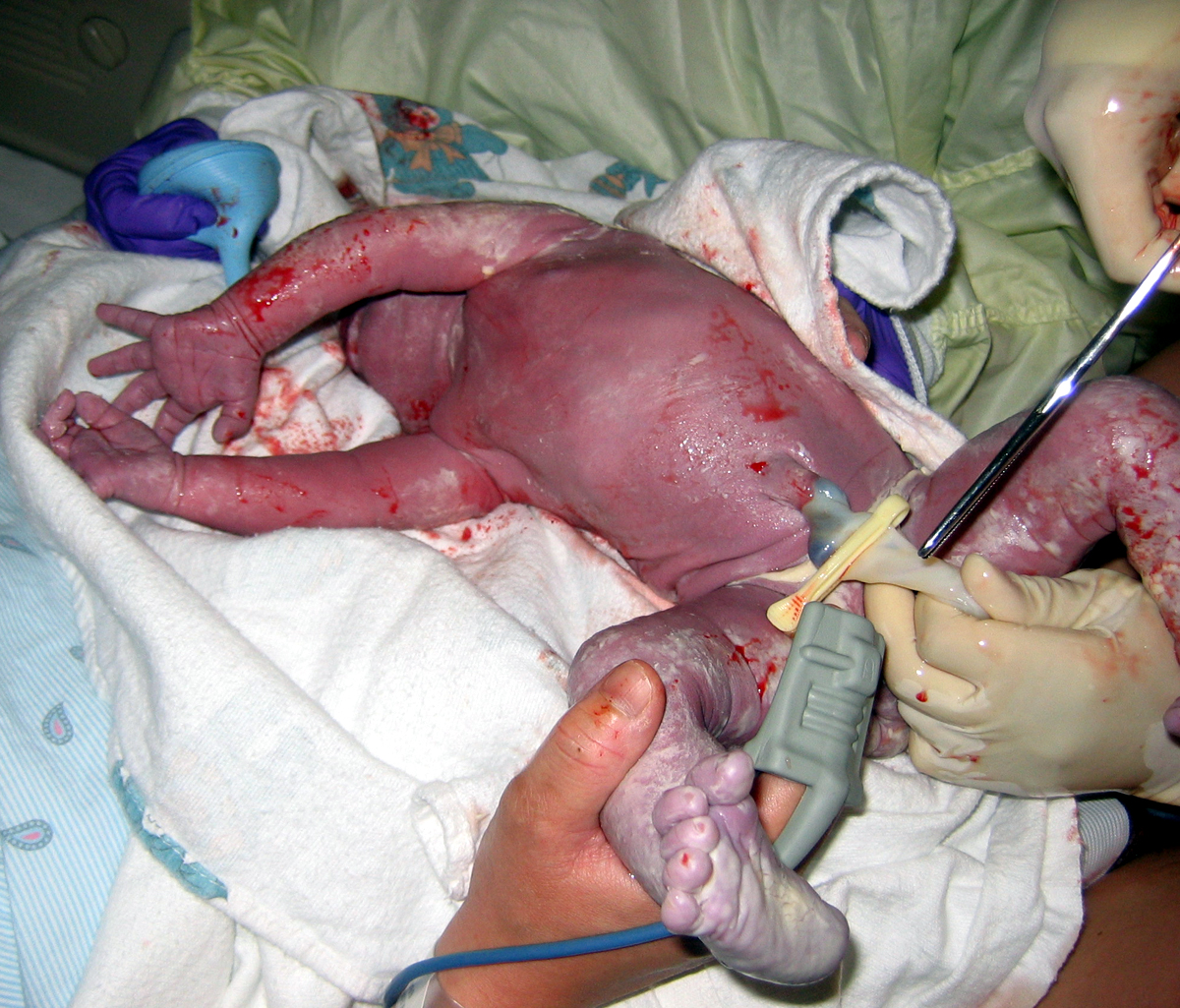